# India Summer
 (novembre 2021).
 AVN Hall Of Fame (2019)
XRCO Hall of Fame (2021)
Jody Jean Olson alias India Summer est une actrice de films pornographiques américaine, née à Des Moines dans l'Iowa (États-Unis), le 26 avril 1975.

## Biographie

### Jeunesse et scolarité
India a des origines principalement européennes (irlandaise, anglaise, allemande) mais aussi amérindienne.
Elle explique avoir été une enfant bien élevée, courtoise, respectueuse et ayant reçu une éducation normale, mais qu’elle définit néanmoins comme conservatrice et ennuyeuse.
Étant amatrice de natation et d’athlétisme, elle a été en sport-étude lorsqu’elle était étudiante. À la fin de sa scolarité, elle obtient un baccalauréat en éducation élémentaire en 1997,,.
Elle fit également plusieurs petits boulots lors de sa scolarité. Elle a été notamment sauveteuse dès l’âge de 16 ans jusqu’à la fin de sa scolarité et a travaillé dans des bijouteries et dans des boutiques hippies,.

## Carrière

### Vie avant le porno
Ayant son diplôme d’enseignant en poche, elle ne souhaita pas travailler comme enseignante. Elle se dirigera alors vers le monde de la finance et accepta un travail dans ce domaine. Elle exercera ce métier pendant 6 ans.
À cette époque, elle explorait beaucoup de choses sexuellement parlant et pratiquait l’échangisme. Ses collègues de travail et ses amis lui suggèrent de s’essayer au mannequinat là où ses amis échangistes, eux, lui suggèrent de se lancer dans la pornographie.

#### Premiers pas dans l'industrie pour adultes
Sur les conseils de son entourage, elle commença à faire des photos de mannequinat et à les soumettre à divers producteurs, réalisateurs et agences de mannequins. Cette démarche lui vaudra de commencer à être contactée pour lui proposer du travail.
Elle tournera sa toute première scène en décembre 2005 à l’âge de 29 ans et se consacrera à temps plein à ce métier dès l’automne 2006. Son nom de scène fait référence à l’été indien.
Venant d’une famille très conservatrice et traditionnelle, elle expliquera qu’une partie de sa famille n’approuve pas ce choix de carrière.

##### Confirmation et renommée
India Summer se distingue par son corps mince entièrement naturel. Elle explique faire beaucoup de sport pour entretenir et entraîner son corps pour répondre aux grandes sollicitations physiques qu'exigent ses scènes. India se définit comme une vraie bisexuelle, elle tourne donc aussi bien avec des hommes qu’avec des femmes. Comme en témoignent ses nombreuses récompenses et nominations, elle joue majoritairement le rôle de la MILF. Sur son choix de faire carrière dans l’industrie pour adulte, elle déclare : 
Ma motivation était simple : faire une carrière avec quelque chose que j’aime et où je m’épanouis. Abandonner tout le conditionnement social normal, le contrôle de la pensée avec lesquels nous sommes élevés, expérimenter sensuellement et sexuellement puis éprouver du plaisir - (India Summer). 
En 2009, l’un des premiers événements majeurs de sa carrière est la signature d’un contrat d’exclusivité avec le studio Girlfriends Films, studio spécialisé dans la pornographie lesbienne. La même année, elle est au casting du film Drill, Baby, Brill ! de James Avalon où elle incarne une parodie de Sarah Palin, gouverneure républicaine de l’Alaska de 2006 à 2009.

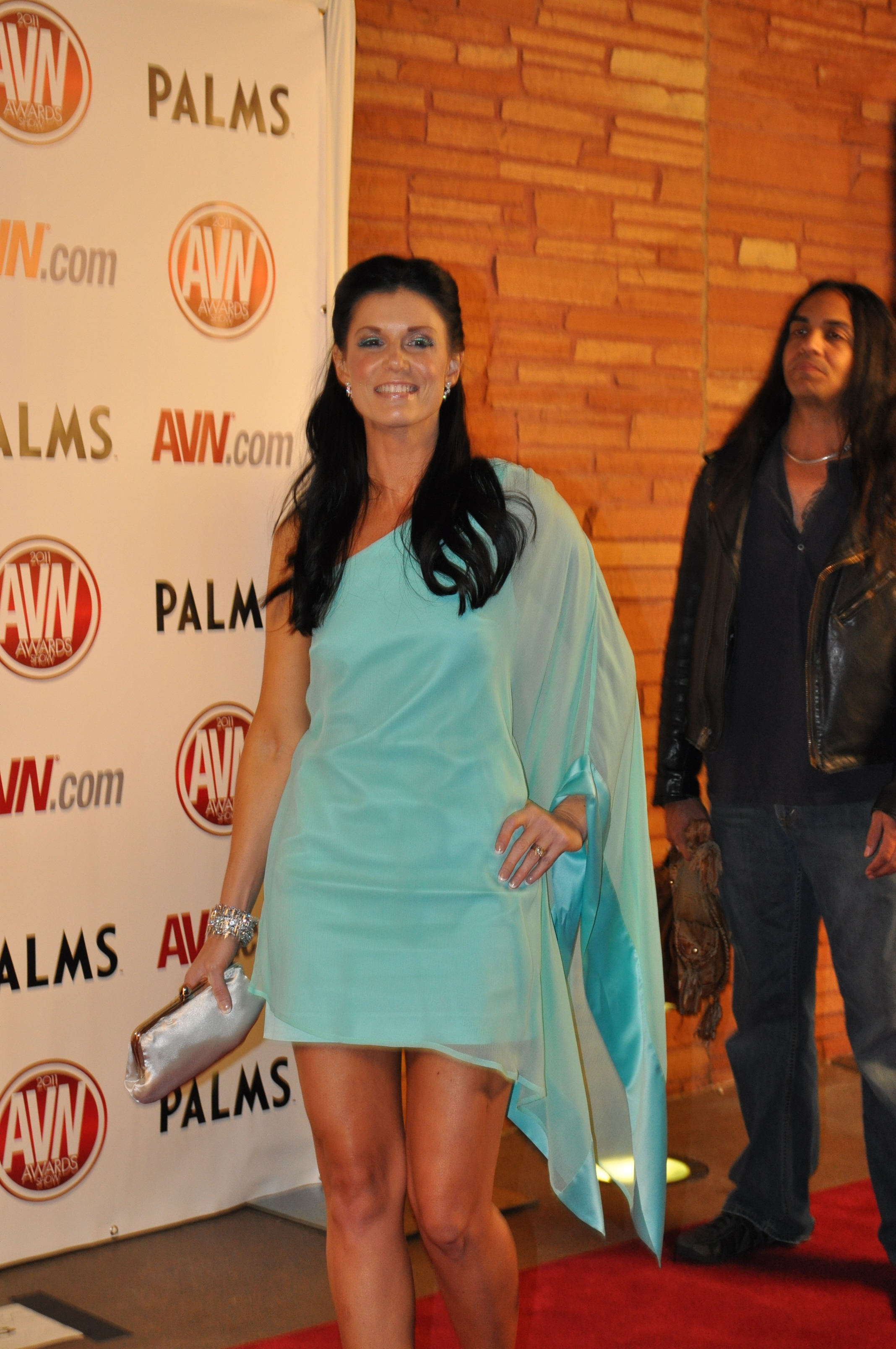
India Summer au AVN Awards 2011

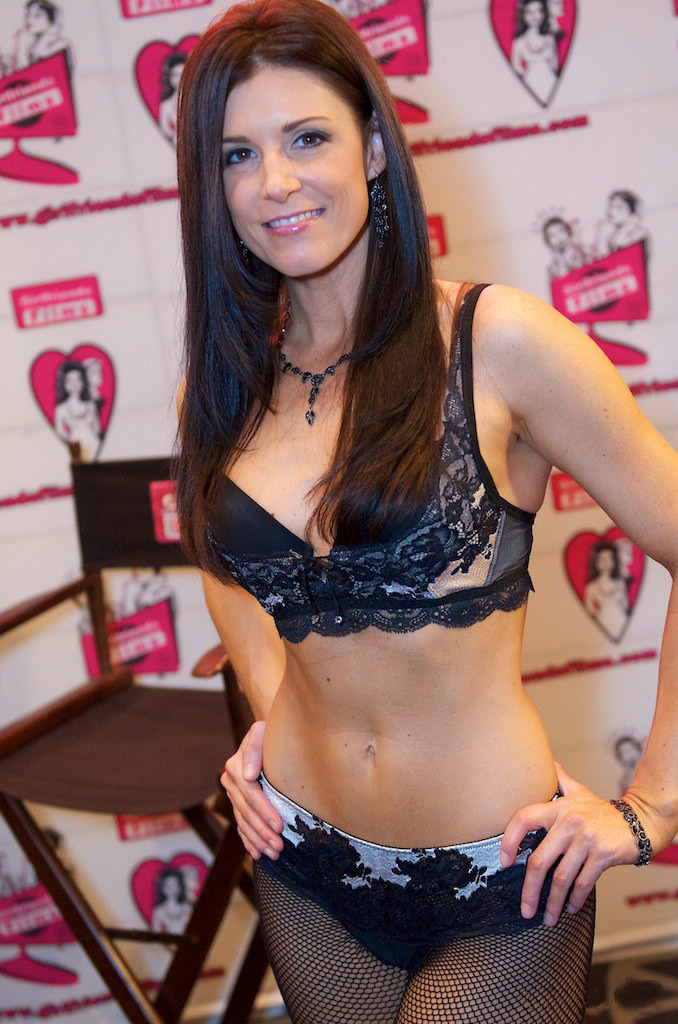
India Summer lors de l'AVN Expo 2012

En 2011, elle remporte sa première récompense, à savoir l’Award de la meilleure actrice (Best Actress) pour le film An Open Invitation : A Real Swinger’s Party In San Francisco au AVN Awards. La même année, elle est pour la première fois réalisatrice avec le studio girlfriends films pour le film Perfect Fit.
À partir de 2014, elle tourne régulièrement pour le studio Girlsway et, en 2015, Bree Mills lui donne le rôle principal dans sa série The business Of Women, une série "sombre" qui parle d’escorting aux côtés de Shyla Jennings, Vanessa Veracruz, Charlotte Stokely, Samantha Rone et Abigail Mac.
En 2018, elle tourne pour le site Allherluv où elle sera d’ailleurs nommée pour l’award de la meilleure actrice au XBIZ Awards 2020 pour sa scène intitulée : Jane avec Shyla Jennings et Zoe Bloom.
Le 28 janvier 2019, lors de la 36e cérémonie des AVN Awards et pour l’ensemble de sa carrière, elle est intronisée à l’AVN Hall Of Fame au bout de 14 ans de carrière. India Summer est également nommée Girls Of The Month (GOTM) du mois de juillet 2019 par le site girlsway.
En octobre 2021, elle est intronisée à l’XRCO Hall of Fame lors de la cérémonie des XRCO Awards 2021.
Selon l’IAFD, elle a déjà tourné plus de 1380 scènes et est encore en activité actuellement.

## Apparitions hors pornographie
India Summer a eu quelques rôles pour des séries télévisées. Elle est notamment apparue dans le troisième épisode de la saison 6 de Dexter, dans la série Sons Of Anarchy et Reno 911, n’appelez pas !, mais également dans le film Homo erectus d’Adam Rifkin.
En 2015, elle est au casting du film indépendant Marriage 2.0 de Paul Deep. Le film était à l’origine un film pornographique, mais il a été adapté en une version érotique interdite aux moins de 16 ans pour être vu par un plus grand public. Le film a reçu une récompense lors du CineKink Festival 2015,.

## Anecdotes
Elle pratique le yoga.
Avant de commencer le porno, India dit n'avoir eu aucune référence en pornographie et ne connaître aucun acteur si ce n'est Peter North. Ses références étaient alors de type érotique comme le roman Histoire d'O et le film Emmanuelle. Grâce à ce film, l'actrice Sylvia Kristel deviendra, pour elle, une référence du genre.

## Récompenses et nominations

### Nominations
- 2010 : AVN Awards MILF/Cougar Performer of the Year
- 2011 : AVN Awards MILF/Cougar Performer of the Year
- 2011 : AVN Awards Meilleure actrice dans un second rôle (Best Supporting Actress) pour The Sex Files 2: A Dark XXX Parody
- 2011 : AVN AwardsBest All-Girl Couples Sex Scene (avec Lorelei Lee)
- 2011 : AVN Awards Best All-Girl Three-Way Sex Scene pour House Hunters
- 2011 : AVN Awards Best All-Girl Group Sex Scene pour An Orgy of Exes
- 2011 : AVN Awards Best Group Sex Scene à la fois pour Bonny & Clide et pour An Open Invitation: A Real Swinger's Party in San Francisco
- 2011 : XRCO Awards Milf of the Year
- 2011 : XBIZ Awards Milf of the Year
- 2012 : AVN Awards Best Girl/Girl Sex Scene - Lesbian Sex (partagé avec Prinzzess)
- 2020 : XBIZ Awards Best Actress (pour Jane avec Shyla Jennings et Zoé Bloom)

### Récompenses
- 2010 : CAVR Award MILF of the Year
- 2011 : AVN Awards Meilleure actrice (Best Actress) pour An Open Invitation: A Real Swinger’s Party in San Francisco[19]
- 2012 : AVN Awards MILF/Cougar de l'année (MILF/Cougar Performer of the Year)[20]
- 2012 : XRCO Awards[21]
  - MILF de l'année
  - Actrice sous estimée (Unsung Siren)
- 2012 : XBIZ Awards MILF Performer Of The Year[22]
- 2014 : AVN Awards MILF de l'année (MILF Performer of the Year)[23]
- 2015 : AVN Awards MILF de l'année (MILF Performer of the Year)[24]
- 2015 : XRCO Awards MILF de l'année[25]
- 2016 : XBIZ Awards
  - Best Actress - Feature Realase (pour Marriage 2.0)[26]
  - Best Sex Scene - Feature Realase (avec Ryan Driller pour Marriage 2.0)[26]
- 2019 : Intronisation à l'AVN Hall of Fame[7]
- 2021 : AVN Awards Best Group Sex Scene (pour Climax de Dorcel)[27]
- 2021 : Intronisation à l'XRCO Hall of Fame[14]

## Filmographie sélective
- 2006 : My First Sex Teacher 6
- 2007 : Her First Older Woman
- 2008 : The Oracle
- 2009 : Everybody Needs MILF
- 2009 : Not Married With Children XXX
- 2009 : Drill Baby, Drill !
- 2010 : Lip Service
- 2010 : The Sex Files 2: A Dark XXX Parody
- 2010 : Not Married With Children XXX 2
- 2011 : L'Avocate (Legal Affairs)
- 2011 : Lesbian Sex 1
- 2011 : Molly's Life 8
- 2012 : Girls in White 2012 1
- 2012 : Lesbian Romance
- 2013 : Girl On Girl Fantasies 4
- 2013 : Newswomen 2
- 2013 : Newswomen 3
- 2013 : Twisted Passions 8
- 2014 : Lesbian Adventures: Older Women, Younger Girls 4
- 2014 : Older/Younger: Unrefined
- 2014 : Please Make Me Lesbian 11
- 2015 : The Business Of Women
- 2016 : Babes Illustrated: Cougars Love Kittens
- 2016 : Girls At Play: Unfriended 3
- 2016 : Lesbian Psychodramas 22
- 2016 : Lick Her Lips
- 2017 : Julia Ann and Her Girlfriends
- 2018 : The Bully, ep 2
- 2018 : After The Eulogy
- 2018 : Jane (Allherluv)
- 2019 : We Don't Mess Around
- 2019 : Snowballs With Silver Linings II
- 2019 : Dangerous Lies
- 2019 : Sugar Baby
- 2019 : The Chat Room Incident

### Séries pornographiques
Liste non exhaustive de téléfims en DTV
- 2009-2012 : Road Queen (5 épisodes)
- 2009-2018 : Lesbian Seductions (4 épisodes)
- 2010-2019 : Women Seeking Women (24 épisodes)
- 2011 : Girls in White 2011 (3 épisodes)
- 2012 : Lesbian Sex (5 épisodes)
- 2012-2018 : Cheer Squad Sleepovers (3 épisodes)
- 2013-2019 : Mother-Daughter Exchange Club (4 épisodes)
- 2013-2019 : Girls Kissing Girls (3 épisodes)